# Modeopvisning - Kjoler
Modeopvisning - Kjoler er en dansk dokumentarisk optagelse foretaget af Peter Elfelt.
Det Danske Filminstitut angiver om filmen, at den er fra 1908, men angiver i handlingsreferatet "En række kendte københavnerinder fremviser de sidste hatte- og tøjmoder i ca. 1912."